# Березник (Зуевский район)
Березник — деревня в Зуевском районе Кировской области в составе Октябрьского сельского поселения.

## География
Находится на расстоянии примерно 38 километров на юг от районного центра города Зуевка.

## История
Упоминается с 1717 года как населенный пункт с 7 дворами и населением 41 душ мужского пола. В 1748 отмечен национальный состав 10 % русских и 90 % удмуртов, в 1764 году всего 205 жителей В 1873 году отмечено было дворов 48 и жителей 523, в 1905 году 64 и 669, в 1926 109 и 714 (почти все удмурты). В 1950 году было учтено хозяйств 116 и жителей 389. В 1989 году учтено 230 жителей.

## Население
Постоянное население составляло 164 человека (русские 35 %, удмурты 63 %) в 2002 году, 64 в 2010.